# Vienna Open 2011
Il Vienna Open 2011, noto anche come Erste Bank Open per motivi di sponsorizzazione, è stato un torneo di tennis che si è giocato su campi in cemento al coperto. È stata la 37ª edizione del Vienna Open e faceva parte delle ATP World Tour 250 series dell'ATP World Tour 2011. Gli incontri si sono tenuti nella Wiener Stadthalle di Vienna, in Austria, dal 22 al 30 ottobre 2011.

## Partecipanti ATP

### Teste di serie
| Nazionalità | Giocatore             | Ranking* | Testa di serie |
| ----------- | --------------------- | -------- | -------------- |
| Francia     | Jo-Wilfried Tsonga    | 9        | 1              |
| Argentina   | Juan Martín del Potro | 15       | 2              |
| Austria     | Jürgen Melzer         | 25       | 3              |
| Rep. Ceca   | Radek Štěpánek        | 26       | 4              |
| Argentina   | Juan Ignacio Chela    | 28       | 5              |
| Sudafrica   | Kevin Anderson        | 31       | 6              |
| Russia      | Nikolaj Davydenko     | 38       | 7              |
| Italia      | Fabio Fognini         | 39       | 8              |

* Le teste di serie sono basate sul ranking del 17 ottobre 2011.

### Altri partecipanti
I seguenti giocatori hanno ricevuto una wild card per il tabellone principale: 
- Martin Fischer
- Thomas Muster
- Dominic Thiem

I seguenti giocatori sono passati dalle qualificazioni:

- Aljaž Bedene
- Daniel Brands
- Steve Darcis
- Tommy Haas

## Campioni

### Singolare maschile
Jo-Wilfried Tsonga ha sconfitto in finale  Juan Martín del Potro per 6(5)–7, 6-3, 6-4.
- È il settimo titolo in carriera per Tsonga, il secondo del 2011.

### Doppio maschile
Bob Bryan /  Mike Bryan hanno sconfitto in finale  Maks Mirny /  Daniel Nestor per 7–6(10), 6-3.